# Presidenti della Guyana
I Presidenti della Repubblica Cooperativa di Guyana si sono avvicendati dal 1970 ad oggi.

## Elenco
| #                                                | Presidente                                       | Presidente                                       | Partito                                          | Mandato                                          | Mandato                                          |
| #                                                | Presidente                                       | Presidente                                       | Partito                                          | Inizio                                           | Fine                                             |
| Presidenti con facoltà e prerogative cerimoniali | Presidenti con facoltà e prerogative cerimoniali | Presidenti con facoltà e prerogative cerimoniali | Presidenti con facoltà e prerogative cerimoniali | Presidenti con facoltà e prerogative cerimoniali | Presidenti con facoltà e prerogative cerimoniali |
| ------------------------------------------------ | ------------------------------------------------ | ------------------------------------------------ | ------------------------------------------------ | ------------------------------------------------ | ------------------------------------------------ |
| 1                                                |                                                  | Arthur Chung                                     | Indipendente                                     | 17 marzo 1970                                    | 6 ottobre 1980                                   |
| Presidenti con facoltà e poteri esecutivi        |                                                  |                                                  |                                                  |                                                  |                                                  |
| 2                                                |                                                  | Forbes Burnham                                   | Congresso Nazionale del Popolo                   | 6 ottobre 1980                                   | 6 agosto 1985                                    |
| 3                                                |                                                  | Desmond Hoyte                                    | Congresso Nazionale del Popolo                   | 6 agosto 1985                                    | 10 ottobre 1992                                  |
| 4                                                |                                                  | Cheddi Jagan                                     | Partito Progressista del Popolo                  | 10 ottobre 1992                                  | 7 marzo 1997                                     |
| 5                                                |                                                  | Sam Hinds                                        | Partito Progressista del Popolo                  | 7 marzo 1997                                     | 19 dicembre 1997                                 |
| 6                                                |                                                  | Janet Jagan                                      | Partito Progressista del Popolo                  | 19 dicembre 1997                                 | 11 agosto 1999                                   |
| 7                                                |                                                  | Bharrat Jagdeo                                   | Partito Progressista del Popolo                  | 11 agosto 1999                                   | 3 dicembre 2011                                  |
| 8                                                |                                                  | Donald Ramotar                                   | Partito Progressista del Popolo                  | 3 dicembre 2011                                  | 16 maggio 2015                                   |
| 9                                                |                                                  | David Arthur Granger                             | Congresso Nazionale del Popolo (APNU)            | 16 maggio 2015                                   | 2 agosto 2020                                    |
| 10                                               |                                                  | Irfaan Ali                                       | Partito Progressista del Popolo                  | 2 agosto 2020                                    | in carica                                        |